# Gmina Ruja
Die Gmina Ruja ['ruja] ist eine Landgemeinde im Powiat Legnicki der Woiwodschaft Niederschlesien in Polen. Ihr Sitz ist das gleichnamige Dorf (deutsch Royn) mit etwa 300 Einwohnern.

## Geographische Lage
Ruja liegt 20 Kilometer östlich von Legnica (Liegnitz). Benachbarte Gemeinden sind Kunice, Legnickie Pole, Malczyce, Prochowice und Wądroże Wielkie.
Durch Royn führte die Kleinbahn Jauer–Maltsch.

## Gliederung
- Brennik (Prinsnig)
- Dzierżkowice (Dürschwitz)
- Janowice (bis 1937: Klein Jänowitz, Jahnsfeld (1937–1945))
- Komorniki (Kummernick)
- Lasowice (Groß Läswitz)
- Polanka (Kunzendorf bei Liegnitz)
- Rogoźnik (Rosenig)
- Ruja (Royn)
- Strzałkowice (Schützendorf)
- Tyniec Legnicki (Groß Tinz)
- Usza (Ausche)
- Wągrodno (Wangten)

Mit dem gleichen Namen existierten die Gutsbezirke Ober-Royn und Nieder-Royn, die im Besitz der Adelsgeschlechter von Schweinitz und von Falkenhayn standen.

## Partnergemeinde
- Liebschützberg, Sachsen, Deutschland